# Hypomolis agnes
Hypomolis agnes là một loài bướm đêm thuộc phân họ Arctiinae, họ Erebidae.